# Festiniog and Blaenau Railway

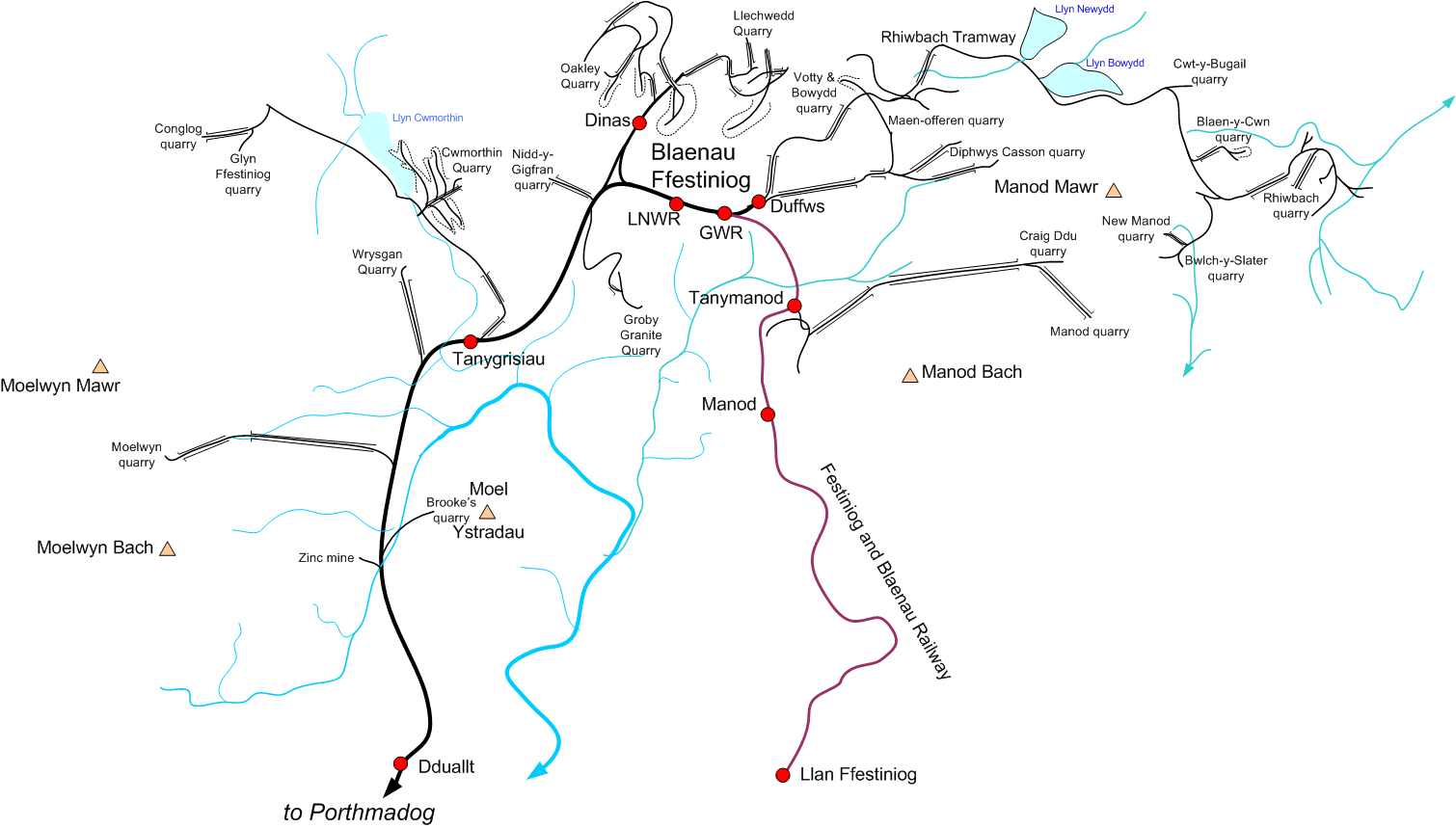
Bahnstrecken im Bereich Blaenau Ffestiniog

Die Festiniog and Blaenau Railway war eine britische Eisenbahngesellschaft in Wales.
Die Gesellschaft zum Bau einer 5,6 Kilometer langen Bahnstrecke zwischen Llan Ffestiniog und Blaenau Ffestiniog wurde am 7. August 1862 auf der Grundlage des Limited Liability Acts gegründet. Treibende Kraft waren die Besitzer von Schieferminen bei Tan-y-Manod, die Familien Holland und Casson. Die Gruben hatten bisher noch keinen Anschluss ans Schienennetz. Außerdem beabsichtige man, mit einer zweiten Strecke nach Blaenau das Monopol der Ffestiniog Railway zu brechen.
Die schmalspurige (1 ft 11,75 in [603 mm]) Strecke wurde am 29. Mai 1868 eröffnet. Am Anfang erfolgte der Betrieb der Strecke drei Monate lang durch die Ffestiniog Railway, mit der in Blaenau Ffestiniog eine Schienenverbindung bestand. Als die Gesellschaft dann über eigenes Rollmaterial verfügte, wurde der Betrieb selbständig durchgeführt. Infolge Erneuerungsarbeiten an der Bahnstrecke entstand 1876 erneuter Kapitalbedarf. Die Tochtergesellschaft der Great Western Railway, die Bala and Festiniog Railway kaufte sich für 20.000 Pfund in das Unternehmen ein und erlangte die Mehrheit der Anteile. Über die B&FR sollte in Llan Ffestiniog die Verbindung der Bahnstrecke zum Streckennetz der GWR hergestellt werden.
1877 wurden rund 86.000 Personen befördert. 17.500 Personen verfügten über eine Saisonkarte. Wichtigste Transportgüter waren Schiefer und Kohle. Die jährliche transportierte Mengen lagen zwischen 2000 und 9000 Tonnen.
1882 trat die bisherige Geschäftsführung der Festiniog and Blaenau Railway freiwillig zurück. Am 13. April 1883 übernahm die Bala and Festiniog Railway die Gesellschaft komplett. Nach der sofort beginnenden Umspurung auf Normalspur wurde die Strecke am 10. September 1883 wieder eröffnet. Damit hatte die GWR einen Zugang zum Bergbaugebiet in Blaenau.

## Fahrzeuge
Für den Betrieb auf der Strecke wurden zwei B1'-Tenderlokomotiven von Manning Wardle beschafft. Die Lokomotiven mit den Fabriknummern 258 und 259 erhielten die Namen NIPPER und SCORCHER. Nach der Umspurung der Strecke wurden sie an die Ruabon Coal and Coke Company verkauft.
Für den Personentransport erwarb man sechs zweiachsige Personenwagen von Ashbury Railway Carriage and Iron Company sowie 19 offene Wagen für den Arbeitertransport.
Für den Gütertransport standen Wagen in gleicher Bauart wie bei der Ffestiniog Railway zur Verfügung. Weiterhin wurden auch Güterwagen dieser Gesellschaft genutzt.